# Crocidura polia
Crocidura polia је сисар из реда Soricomorpha.

## Угроженост
Подаци о распрострањености ове врсте су недовољни.

## Распрострањење
Ареал врсте је ограничен на једну државу. 
ДР Конго је једино познато природно станиште врсте.